# Biblioteca del Congresso
La Biblioteca del Congresso (in inglese Library of Congress), nota con gli acronimi LOC o Loc, è di fatto la biblioteca nazionale degli Stati Uniti d'America. Grazie ai 173 milioni di documenti in essa custoditi è la più grande biblioteca al mondo.
Le sue collezioni includono più di 28 milioni di libri catalogati e altro materiale stampato in 470 lingue; più di 50 milioni di manoscritti; la maggiore raccolta di libri rari dell'America Settentrionale, comprendente anche una Bibbia di Gutenberg; la più grande collezione del mondo di materiali legali, film, mappe, spartiti musicali e registrazioni sonore. La biblioteca custodisce inoltre il primo libro stampato in America britannica nel 1640: The Bay Psalm Book. Il palazzo intitolato a Thomas Jefferson, sede principale della biblioteca, è considerato uno degli esempi più magnificenti dell'American Renaissance.
Come Agenzia nazionale ISIL può assegnare i codici ISIL non soltanto alle biblioteche statunitensi, ma anche a quelle situate fuori dal territorio grazie a uno specifico prefisso.
Nella Biblioteca del Congresso vi sono impiegati 3 105 dipendenti, con un budget di 802 128 000 $.

## Storia
La Library of Congress fu istituita il 24 aprile 1800 quando la presidenza di John Adams controfirmò un atto del Congresso che stabiliva il trasferimento della sede del governo da Filadelfia nella nuova città capitale di Washington. La legge destinava 5 000 dollari «per l'acquisto dei libri necessari alle esigenze del Congresso […] e per la sistemazione di un appartamento adatto a contenerli».
La prima biblioteca ebbe sede nel nuovo Campidoglio (Capitol in inglese) fino all'agosto 1814, quando le truppe inglesi incendiarono il vecchio edificio, distruggendo i circa 3 000 libri conservati nella biblioteca. Nel giro di un mese, il Presidente a riposo Thomas Jefferson offrì la propria biblioteca personale come sostitutiva. Jefferson per 50 anni si era dedicato ad accumulare libri, raccogliendo ogni testo collegato all'America e anche tutte le opere rare e significative in tutte le scienze; la sua biblioteca era considerata tra quelle di maggior valore negli Stati Uniti. Jefferson era pesantemente indebitato e si vedeva costretto a vendere i suoi libri per tacitare i suoi creditori. Egli anticipò la prevedibile controversia sulla natura della sua collezione, che includeva libri in lingue straniere e volumi di filosofia, scienza, letteratura e altri argomenti comunemente considerati estranei alle biblioteche legali. Scrisse dunque: «Non so se la mia biblioteca contenga alcuna branca del sapere che il Congresso voglia escludere dalla sua collezione; infatti non è presente alcun argomento sul quale un Membro del Congresso non possa essere chiamato a riferire».
Nel gennaio 1815 il Congresso accettò l'offerta di Jefferson, stanziando 23 950 dollari per i suoi 6 487 libri, e questo pose le basi per una grande biblioteca nazionale. Il concetto jeffersoniano di universalità, cioè la convinzione che tutti gli argomenti sono importanti per la biblioteca dei legislatori statunitensi, costituisce la filosofia e lo schema razionale, dietro le perduranti politiche delle collezioni onnicomprensive della Library of Congress.
Il 24 dicembre 1851 la Library subì un incendio che distrusse 35 000 libri, un ritratto originale di Cristoforo Colombo, ritratti dei primi cinque Presidenti statunitensi eseguiti da Gilbert Stuart e statue di George Washington, Thomas Jefferson e il Marchese di Lafayette.
La Biblioteca ora occupa vari edifici a Washington. I tre principali sono:
- Il Thomas Jefferson Building (tra la Independence Avenue e la East Capitol Street sulla First Street SE), aperto nel 1897 e di gran lunga il maggior edificio della biblioteca.
- Il John Adams Building (tra la Independence Avenue e la East Capitol Street sulla 2nd Street SE), aperto come annesso al precedente nel 1938.[3]
- Il James Madison Memorial Building (tra First Street e Second Street sulla Independence Avenue SE), aperto nel 1981 come nuovo quartier generale della Library.

Nel 2019 sono stati digitalizzati e pubblicati on-line 155 manoscritti in lingua persiana provenienti dall'India, dall'Asia centrale, dal Caucaso e da Iran, Afghanistan e Tajikistan.

## Patrimonio

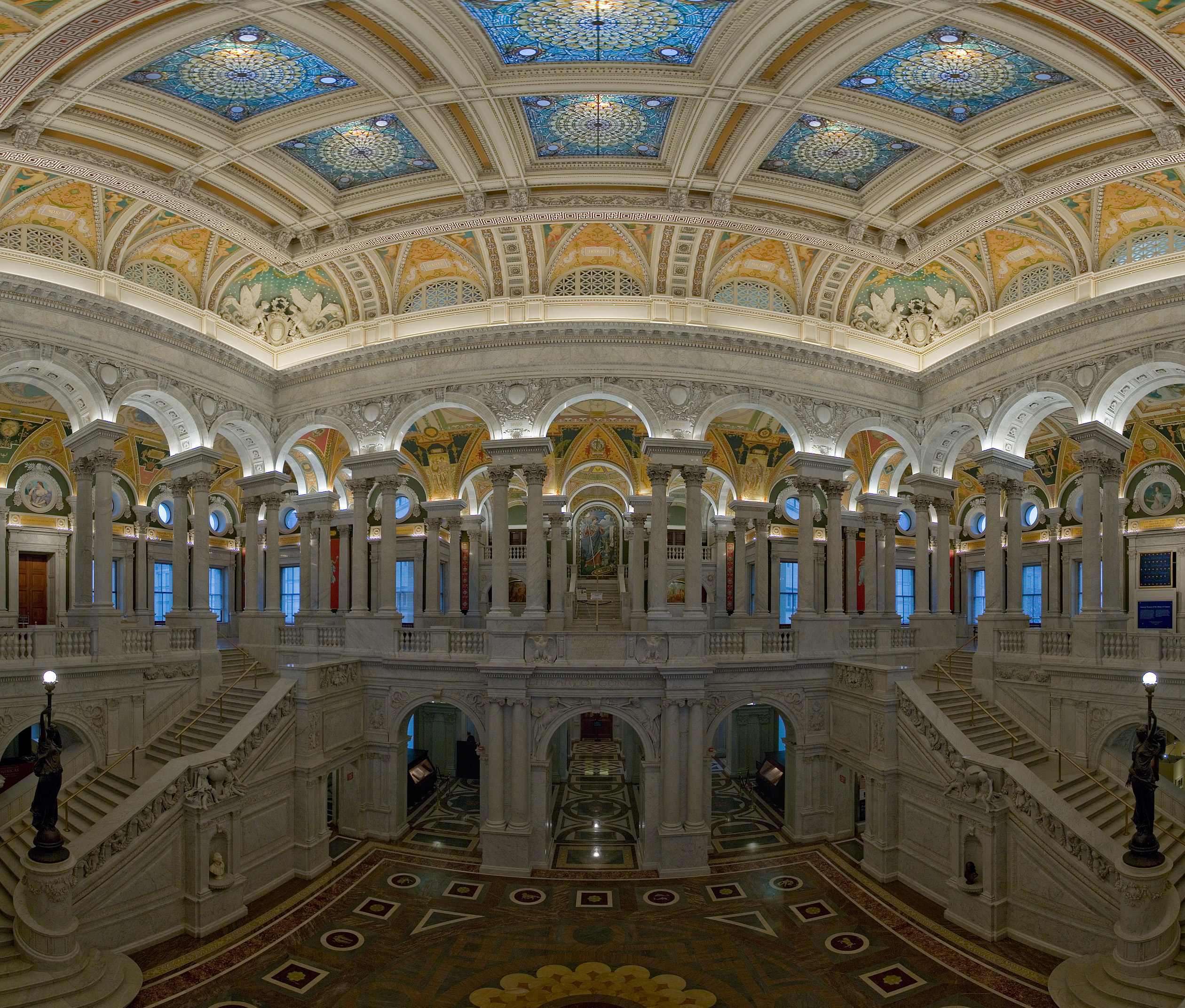
L'interno della biblioteca.

La Biblioteca ha sviluppato un suo sistema per la classificazione dei libri chiamato Classificazione della Biblioteca del Congresso (LC) che viene utilizzato da gran parte delle biblioteche universitarie e dei centri di ricerca, sebbene molte biblioteche pubbliche continuino a servirsi della Classificazione decimale Dewey. Inoltre molte biblioteche pubbliche specialistiche preferiscono schemi di classificazione settoriali.
La Biblioteca serve come un deposito legale per garantire la protezione del copyright. Tutti gli autori che chiedono la registrazione del copyright statunitense devono sottoporre alla Library due copie dei loro lavori. In larga parte come conseguenza di questa prassi, ogni giorno lavorativo pervengono alla Library circa 22 000 nuove opere pubblicate negli USA. Contrariamente a quanto molti ritengono, la Library non conserva tutte queste opere nelle sue collezioni, ma soltanto una decina di migliaia.
Si stima che i documenti a stampa posseduti dalla Biblioteca, se fossero digitalizzati come testo semplice, impegnerebbero dai 17 ai 20 terabyte di memoria. Questo conduce alla diffusa, ma poco corretta, conclusione che l'intero corpus dei testi presso la Library equivalga a 20 terabyte. Talora questa grandezza rapportata all'unità di tempo viene considerata, ancora poco correttamente, come unità di velocità di trasferimento dei dati, il LoCs/s, cioè il Library of Congress al secondo. Attualmente sono digitalizzate solo particolari porzioni dei documenti a stampa posseduti e al momento la Biblioteca non ha piani per la digitalizzazione sistematica di sezioni significative di quanto conserva. La Biblioteca produce milioni di oggetti digitali, corrispondenti a decine di terabyte, accessibili sul suo sito American Memory.
Questo costituisce una fonte di risorse di pubblico dominio in termini di immagini, documenti sonori, documenti video e contenuti archiviati. Quasi tutti gli elenchi di posseduti, i cataloghi della biblioteca, possono essere consultati direttamente sul suo sito web. I bibliotecari di tutto il mondo consultano questi cataloghi, attraverso Internet o altri media più adatti a queste necessità, quando devono catalogare per le loro collezioni un libro pubblicato negli Stati Uniti, servendosi del Library of Congress Control Number per essere sicuri della esatta identità del libro.
La Library of Congress fornisce anche l'archivio on-line degli atti del Congresso degli Stati Uniti, incluso il testo delle leggi, il testo del Congressional Record, il sommario e lo stato delle leggi, il Congressional Record Index e la Costituzione degli Stati Uniti.
Parte della storia degli Stati Uniti e dei nativi americani è conservata nel materiale che costituisce la monumentale opera fotografica di Edward Sheriff Curtis, fotografo, esploratore ed etnologo, che raccolse nei primi tre decenni del XX secolo le testimonianze di quello che era un popolo forzatamente avviato al declino.
La Library inoltre amministra il National Library Service per i non vedenti e i fisicamente disabili, un programma per una biblioteca con documenti sonori e braille che si rivolge a 766 000 cittadini.

## Utilizzo della biblioteca
La Biblioteca è aperta alla consultazione del pubblico e accoglie gruppi di visitatori. Per entrare nelle sale di lettura e accedere ai documenti conservati occorre essere titolare di una Reader Identification Card; questa viene rilasciata a persone con più di 18 anni dietro presentazione di un documento di identificazione riconosciuto (ad esempio patente di guida, carta d'identità di uno Stato, passaporto). Alcuni documenti sono riservati ai membri del Congresso, al loro staff e a specifiche figure ufficiali.
Dal 3 gennaio 2008, circa 3 000 fotografie sono state pubblicate sul sito Flickr e rese disponibili per la libera consultazione. Per ora sono disponibili due collezioni, riferite agli anni 1910 e 1930-40.

## Bibliotecario del Congresso
Il responsabile dell'istituzione è il bibliotecario del Congresso (in inglese Librarian of Congress). Di seguito quelli succedutesi dalla sua istituzione.
- John James Beckley (1802–1807)
- Patrick Magruder (1807–1815)
- George Watterston (1815–1829)
- John Silva Meehan (1829–1861)
- John Gould Stephenson (1861–1864)
- Ainsworth Rand Spofford (1864–1897)
- John Russell Young (1897–1899)
- Herbert Putnam (1899–1939)
- Archibald MacLeish (1939–1944)
- Luther Evans (1945–1953)
- Lawrence Quincy Mumford (1954–1974)
- Daniel J. Boorstin (1975–1987)
- James H. Billington (1987–2015)
- Carla Hayden (2016-2025[8])

## Premio della Biblioteca del Congresso per la narrativa americana
A partire dal 2008 il bibliotecario in carica assegna il Premio della Biblioteca del Congresso per la narrativa americana alla carriera destinato a scrittori e scrittrici statunitensi di narrativa la cui opera "racconti qualcosa di nuovo sull'esperienza americana".